# Žítkovské bohyně (kniha)
Žítkovské bohyně jsou román, který napsala česká spisovatelka a kurátorka Kateřina Tučková. Knižně vyšel román poprvé v březnu 2012, podruhé v roce 2013 v nakladatelství Host v Brně.
První vydání románu vyšlo v šedesátitisícovém nákladu, druhého, brožovaného vydání vyšlo 22 000 kusů. Ke konci roku 2014 se prodalo přes 100 000 výtisků; kniha vyšla ve dvanácti jazycích, mj. také v arabštině.

## Ocenění
V roce 2012 kniha získala literární Cenu Josefa Škvoreckého. Dále Český bestseller 2012; Magnesia Litera 2013 – Kosmas cena čtenářů.
Román byl nejpůjčovanější knihou od českého autora v českých knihovnách v roce 2013.

## Obsah knihy
| – Zabila jsi bílého hádka? – Bílého hádka? Rozdupala hada, co ho Jakoubek vyšťáral kdovíkde, rozdupala potvoru, o které nevěděla, co je zač. Ano, zabila bílého hada. – Tak teď nás, Bože, ochraňuj, řekla Surmena a sesunula se na dřevěnou lavičku. Dora před ní rozpačitě stála, zatímco Jakoubek se odplížil za roh, zastrašený jejím nečekaným chováním. Teprve za dlouhou chvíli, když Dora nepřestávala naléhat, ať jí vysvětlí, co se stalo, Surmena promluvila: – Tam, kde zabijí bílého hádka, ochránce domácnosti, se stane hrozné neštěstí! Nic horšího snad ani říct nemohla. V Doře se s těmi slovy vzedmulo něco, co v ní pomalu narůstalo v posledních měsících, týdnech, dnech. Nechuť přistupovat na všechna ta nesmyslná pravidla, kterými se Surmena a lidé ze žítkovských strání svazovali. |
| Ukázky z knihy |

Dora Idesová je neteř jedné z Žítkovských bohyň zvané Surmena. Život na Kopanicích nad Starým Hrozenkovem je však tvrdý jako zdejší lidé. Muži i ženy pijí pálenku, polovina z nich je negramotná, žijí bez ohledu na okolní civilizaci i lidově demokratické zřízení. Poradili si za honů na čarodějnice, za nacistů i teď. Bohyně to neměly jednoduché nikdy. Kromě režimů, které je bez výjimky pronásledovaly, musely reagovat i na nenávist a zášť lidí, kterým jejich zaříkávání nepomohlo nebo kteří jim záviděli tu trochu věhlasu, co měly. Pro někoho čarodějnice a podvodnice, pro jiného moudré ženy, které si své dovednosti a tajemství předávají z generace na generaci po mnoho desítek let.
Žítkovské bohyně svou magickou sílu čerpají z neméně magické krajiny kolem obce Žítkové na Moravských Kopanicích v Bílých Karpatech. Do této svérázné kopcovité krajiny na jihovýchodě Moravy, kde lidé žili roztroušeně po samotách a vystačili si s tím málem, co měli, se výdobytky okolního moderního světa dostávaly jen velmi pozvolna. I díky tomu zde mohly vládnout bohyně ještě takřka do nedávné minulosti. Dora Idesová jakožto poslední článek na konci řetězce rodu bohyní ze Žítkové se ocitá v rozporu. Umění bohovat ji její teta, věhlasná bohyně Surmena, nenaučila, ale Dora této skutečnosti neželí, jako vystudovaná vědkyně má k těmto pověrčivým rituálům jistou nedůvěru. Na druhou stranu však cítí, že v ní něco tajemného po jejích předchůdkyních přetrvává.
Dora se rozhodne vydat cestou k odhalení tajemství, které ji celým příběhem provází jako temný stín. Pátrá ve své paměti, po archivech, i u sousedů z Žítkové. Román je prokládán archivními záznamy, lékařskými zprávami, odbornými posudky i částmi Dořiny diplomové práce, aby vynikla věrohodnost předkládaného příběhu. Na pozadí osobitého stylu vyprávění, které bez patosu líčí umění bohyní, působí strohost a zdrcující věcnost úředních dokumentů jako byrokratický vykřičník, který zkresluje složitost a mnohostrannost lidského života do jednoduché rovnice. Dora sama vystupuje poněkud tajemně, neosobně a nepřístupně. Teprve hledá své místo v životě a vcelku působí spíš jako zprostředkovatelka vyprávění než jako nositelka děje. Logické je tedy vyprávění ve třetí osobě, které je rozprostřeno na širokém časovém horizontu a větví se do mnoha dějových linek.

## Hlavní postavy
- Dora Idesová – hlavní postava knihy, pracuje jako etnografka a rozplétá minulost žítkovských bohyní.
- Terézie Surmenová – jedna z bohyň, teta Dory a Jakuba Idesových, po smrti jejich matky se jich ujala a vychovávala je. Byla umístěna na nucenou léčbu v Psychiatrické léčebně v Kroměříži, kde ji Dora navštěvovala.
- Jakub Ides – bratr Dory Idesové, má Apertův syndrom (fyzické i mentální postižení).

## Adaptace
Dramatizaci Žítkovských bohyní začalo jako první v letech 2014 až 2017 hrát Městské divadlo Zlín v režii Dodo Gombára, v jehož režii se pak v letech 2017-2020 hrála další dramatizace v Městském divadle v Brně. V současnosti je možné inscenaci vidět v Divadle pod Palmovkou v režii Michala Langa a v podání Východočeského divadla Pardubice v režii Kateřiny Duškové. Podle románu se chystá také filmové zpracování Žítkovské bohyně.
Stejnojmennou audioknihu načetla Tereza Bebarová, historickými dokumenty, které ústřední hrdinka studuje, provází Miroslav Táborský (nakladatelství OneHotBook).